# Pnětluky
Pnětluky là một làng thuộc huyện Louny, vùng Ústecký, Cộng hòa Séc.